# 大東和武司
大東和 武司（おおとうわ たけし、1951年 - ）は、広島県出身の経営学者である。専攻は多国籍企業論。広島市立大学名誉教授。

## 人物・経歴
愛媛大学法文学部法学科卒業、近畿大学大学院商学研究科修了。その後、日本文理大学経営経済学部講師、久留米大学商学部助教授などを経て、広島市立大学国際学部教授。2017年広島市立大学名誉教授、関東学院大学経営学部教授。また、2021年まで神奈川大学の非常勤講師を務めた主な業績には、『国際マネジメント』（単著）、 『平成不況とこれからの企業経営』（共編著）、『多国籍企業論』（共著）、『国際経営論』（共著）、『国際ビジネス』（共著）などがある。